# 刑事 (2000年のテレビドラマ)
刑事（けいじ）は、2000年12月8日に、日本テレビ系列の金曜特別ロードショー枠で放送された単発スペシャルのテレビドラマである。

## 概要
犯人射殺以来拳銃を撃てなくなったベテラン刑事と、配属されたばかりの新人刑事がコンビを組むことに。そんな折、若い女性ばかりを狙った連続射殺事件が発生。二人は衝突しながらも捜査に奔走する。
『七曲署捜査一係』のチームによって、「舘ひろしの新しい刑事ドラマを創る」という志で作られている。ホームドラマの要素を加え、スーパーマンではない刑事という新境地に挑んでいる。
「1億人の心を掴む男 21世紀の石原裕次郎を探せ!」オーディションで、特別賞・石原まき子賞を受賞した宮下裕治のデビュー作である。役名の「北原」は、受賞した石原まき子賞の提案者である、石原まき子の日活時代の芸名「北原三枝」から貰ったものであると思われる。
高倉健が主演したテレビドラマ『刑事 蛇に横切られる』のリメイク版として2014年3月26日にテレビ東京系列で放送された同字タイトル『刑事』とは無関係であるが、主人公のベテラン刑事がトラウマを抱えているなど、幾つか共通点もある。

## キャスト
- 伊庭英一（角筈署捜査課刑事）：舘ひろし
階級は警部。犯罪者にも被害者にも容赦ない姿勢が捜査のスタイル。犯人を射殺した過去を持ち、そのトラウマを抱えている。
- 北原裕（角筈署捜査課刑事）：宮下裕治
捜査課に配属されたばかりの新人刑事。父は警視庁刑事部長だったものの、撃たれて殉職している。生前の父から英一の評判を聞くも、違いに戸惑っている。
- 鴻上尚之（角筈署捜査課長）：細川俊之
- 野田秀明（角筈署捜査課刑事）：嶋大輔
- 山下千浩（角筈署捜査課刑事）：国分佐智子
- 通りがかりの援助交際女子高生：大谷みつほ
- 八神光司（連続射殺事件の犯人）：黒田勇樹
- 八神光司の母：東山明美
- 第1被害者（石田）：秋月リエ
- 第1被害者（石田）の父：森下哲夫
- 八神家の近所のクリーニング屋の店番：長谷部香苗
- 伊庭朋奈（英一の娘）：黒川芽以
- 伊庭佳代（英一の妹・精神科医）：秋吉久美子
- コンビニ強盗犯人：根本博成
- （役柄不明）：一柳みる

ほか

## スタッフ
- 制作：伊藤和明
- 企画：岡田晋吉、梅浦洋一
- プロデューサー：大塚恭司、瀬古隆司、阿部真一郎
- 監督：長谷部安春
- 脚本：森岡利行
- 音楽：小宮氷十三
- 技斗：高瀬将嗣
- カースタント：カースタントTA・KA
- ガンエフェクト：BIGSHOT
- 現像・テレシネ：東京現像所
- ビデオ編集・MA：映広
- スタジオ：東宝スタジオ
- 制作協力：東京映画新社
- 企画制作：日本テレビ、中京テレビ、VAP
- 製作著作：日本テレビ、中京テレビ